# Laura Aguilar
Laura Aguilar   (San Gabriel, 26 d'octubre de 1959 - Long Beach, 25 d'abril de 2018) va ser una fotògrafa estatunidenca. Va néixer amb dislèxia auditiva i atribueix els seus inicis a la fotografia al seu germà, que li va mostrar com treballar en cambres fosques. Va ser eminentment autodidacta, tot i que va fer alguns cursos de fotografia a l'East Los Angeles College, on va tenir lloc la seva segona exposició individual Laura Aguilar: Show and Tell. Va ser coneguda pels seus retrats, sobretot de si mateixa, i també es va centrar en persones de comunitats marginades, incloent-hi persones LGBT, llatinoamericanes i persones amb obesitat mòrbida.